# Caesar måste dö
Caesar måste dö (italienska: Cesare deve morire) är en italiensk dramafilm från 2012 regisserad av Paolo och Vittorio Taviani. Handlingen bygger på Julius Caesar av William Shakespeare som i filmen sätts upp av en grupp fängelseinterner. Filmen tävlade vid Berlins internationella filmfestival 2012 där den vann Guldbjörnen. Den har också belönats med det italienska priset David di Donatello för bästa film, regi, produktion, klippning och ljud.

## Skådespelare
- Salvatore Striano som Bruto (Brutus)
- Cosimo Rega som Cassio (Cassius)
- Giovanni Arcuri som Cesare (Caesar)
- Antonio Frasca som Marcantonio (Marcus Antonius)
- Juan Dario Bonetti som Decio
- Vincenzo Gallo som Lucio
- Rosario Majorana som Metello
- Francesco De Masi som Trebonio (Trebonius)
- Gennaro Solito som Cinna (Cinna)
- Vittorio Parrella som Casca (Casca)
- Pasquale Crapetti som Legionär
- Francesco Carusone som Wahrsager
- Fabio Rizzuto som Stratone
- Maurilio Giaffreda som Ottavio
- Fabio Cavalli som teaterregissör